# Wendy Tilby
Wendy Tilby (* 28. März 1960 in Edmonton, Kanada) ist eine kanadische Animationsfilmerin.

## Leben
Tilby studierte Bildende Künste und Literatur an der University of Victoria sowie anschließend Animation und Film am Emily Carr Institute of Art and Design, wo sie Amanda Forbis kennenlernte. Tilby schloss ihr Studium 1986 mit dem Animationsfilm Tables of Content ab, der zahlreiche Preise erhielt, darunter den Grand Prix de Montreal auf dem Montreal World Film Festival sowie den Preis für das beste Filmdebüt auf dem Ottawa International Animation Festival. Im Jahr 1987 ging Tilby ans National Film Board of Canada und führte bei ihrem ersten NFB-Film Strings Regie. Unter den zahlreichen Auszeichnungen des Kurzanimationsfilms war auch eine Oscarnominierung in der Kategorie Bester animierter Kurzfilm.
Ab 1995 widmete sie sich mit Amanda Forbis dem ersten gemeinsamen Kurzanimationsfilm When the Day Breaks, der 1999 seine Premiere erlebte. When the Day Breaks erhielt eine Oscarnominierung und gewann 1999 in Cannes die Goldene Palme für den besten Kurzfilm. Mit Amanda Forbis schuf Tilby in der Folgezeit verschiedene Werbeanimationsfilme, unter anderem für United Airlines (The Meeting, The Interview). Nach der Veröffentlichung von When the Day Breaks begannen Tilby und Forbis zudem die Arbeit am zweiten gemeinsamen Kurzanimationsfilm Wild Life, die über Jahre fortgesetzt wurde. Für die Arbeit am Film zogen beide von Montreal nach Calgary. Wild Life wurde 2011 erstmals aufgeführt und erhielt wie schon die erste Zusammenarbeit eine Oscarnominierung. Zudem wurde der Film für einen Annie Award und einen Genie Award nominiert.
Tilby leitet mit Forbis regelmäßig Workshops zu Animationsthemen. Sie war zudem an der Concordia University in Montreal Dozentin für Animation und lehrte von 1999 bis 2001 als Gastdozentin an der Harvard University.

## Filmografie
- 1986: Tables of Content
- 1991: Strings
- 1992: Die Konsens-Fabrik – Noam Chomsky und die Medien (nur Animation)
- 1994: Toward a Vision of a Future Society (nur Animation)
- 1994: Holocaust Denial vs. Freedom of Speech (nur Animation)
- 1994: Concision: No Time for New Ideas (nur Animation)
- 1994: A Propaganda Model of the Media Plus Exploring Alternative Media (nur Animation)
- 1994: A Case Study: Cambodia and East Timor (nur Animation)
- 1995: Inside Out
- 1999: When the Day Breaks
- 2011: Wild Life
- 2022: The Flying Sailor

## Auszeichnungen (Auswahl)
- 1987: Genie-Award-Nominierung, Bester animierter Kurzfilm, für Tables of Content
- 1992: Oscarnominierung in der Kategorie Bester animierter Kurzfilm für Strings
- 1992: Genie Award, Bester animierter Kurzfilm, für Strings
- 1999: Goldene Palme für den besten Kurzfilm in Cannes für When the Day Breaks
- 1999: FIPRESCI-Preis und Cristal d’Annecy auf dem Festival d’Animation Annecy für When the Day Breaks
- 2000: Oscarnominierung in der Kategorie Bester animierter Kurzfilm für When the Day Breaks
- 2000: Genie Award, Bester animierter Kurzfilm, für When the Day Breaks
- 2000: Grand Prix des Hiroshima International Animation Festival für When the Day Breaks
- 2012: Oscarnominierung in der Kategorie Bester animierter Kurzfilm für Wild Life
- 2012: Genie-Award-Nominierung, Bester animierter Kurzfilm, für Wild Life
- 2012: Annie-Award-Nominierung bei den Annie Awards für Wild Life
- 2023: Oscarnominierung in der Kategorie Bester animierter Kurzfilm für The Flying Sailor